# Rihemberški gospodje
Rihemberški gospodje, tudi von Reiffenberg, de Riffenberch, so bili ministerialna plemiška rodbina v službi goriških grofov.
Njihovi goriški fevdi so bili v Vipavski dolini, v okolici Gorice, na Trnovski planoti, na Krasu, na Notranjskem, Bovškem, v Istri, Furlaniji in na Koroškem. Pred letom 1230 so omenjeni kot vazali briksenskega škofa. Njihov natančen izvor ni jasen. Leta 1230 sta se škof Henrik iz Brixna in goriški grof Majnhard dogovorila o zamenjavi svojih ministerialov in sicer škof prepusti grofu otroke Folkerja z Rihemberka v zameno za Konrada, sina Markvarda iz Bleda in njegovo sestro. Od takrat rodbina Rihemberških nastopa kot ministeriali Goriških grofov. Rodbina je dokumentirana od leta 1188 do 1371. 

## Zgodovina
V začetku 13. stoletja so se Rihemberški gospodje pričeli pojavljati v okviru goriške zgodovine, ko so otroci Folkerja Rihemberškega prišli v vazalno razmerje z goriškim grofom Majnhardom. Leta 1230 je škof Henrik iz Brixna Folkerjeve otroke zamenjal za otroke Markvarda z Bleda. Vendar se že leta 1188 v listini oglejskega patriarha kot priča pojavi Oton Rihemberški. Ni pa znano, ali je bil to direkten prednik Folkerja. 
Pripadniki Rihemberških gospodov, kot goriških ministerialov se pojavljajo v številnih listinah goriških grofov, redkeje pa sami izdajajo listine. Folkerjev sin Ulrik I. je leta 1231 pričal v pravnem dejanju goriškega grofa Majnharda, včasih skupaj z bratom Folkerjem II.. Na višji položaj rodbine kaže izraz "dominus" in vrstni red v seznamu prič. Po letu 1250 se v listinah pojavi brat Ulrika I. Rihemberškega Hugon. Ulrik je imel tudi hčerko Gertrudo, ki se je 1249 poročila s članom pomembnega ministerialnega rodu Biakvinom Devinskim, sinom Vošalka Devinskega. Sin Konrad je bil kot eden od goriških ministerialov kot talec v ujetništvu v Salzburg (glej Lieserhofenski mir) po izgubljenem spopadu leta 1252, ki sta ga grof Majnhard III. Goriški in njegov tast, grof Albert III. Tirolski, vodila proti Filipu Spanheimskemu, izvoljenemu salzburškemu nadškofu, sinu koroškega vojvode.
Ulrik I. Rihemberški je umrl leta 1277 v Čedadu. V času njegovega življenja so rihemberški gospodje pridobili nekatera posestva v Istri. Okoli leta 1270 jim je goriški grof podelil v najem grad in gospostvo Završje, ki leži med Grožnjanom in Optrtaljem. Tistega leta je Ulrik (II. ali III.) izdal ukaz, da se pošlje v ječo vsakega, ki bi deloval proti njemu. Leta 1276 je Ulrik II. svoji hčerki Frančiški zastavil dohodke od gospostva Završje za 1000 malih veronskih liber, dokler ji ne izplača jutrnje (dote). V listinah najdemo omenjenega tudi brata Ulrika II. , Folkerja, ki je umrl leta 1297. Dokument govori o delitvi njegove dediščine med Rudolfa Svibenjskega, Bertolda Štrasberškega, Majnclina Turjaškega s Hmeljnika ter bratom Ulrika. Prvi trije so bili poročeni s Folkerjevimi hčerami Diemuto, Gertrudo in Nežo, ki jih je imel v zakonu z Nežo iz Velthursna.
Rod Rihemberških gospodov se je nadaljeval z Ulrikovim sinom Ulrikom III. , ki je bil edini, ki je bil nosilec enega izmed dvornih uradov goriških grofov. Me letoma 1295 in 1297 je bil dvorni mojster (magister curie), in tako vodil vso dvorno upravo, vse ostale urade. Goriški grof Albert II. ga takrat imenuje "dilectus ministerialis noster Ulricus de Reyfenberch, magister curie nostre". Umrl je leta 1301. Imel je tri sinove: Konrada, Ulrika in Dietalma. Zadnja generacija rihemberških gospodov so bili otroci Dietalma: Konrad, Hugon, Hedvika, Palmeira, Ulrik V. in verjetno Dietalm mlajši. 
Zadnji rihemberški moški potomec Ulrik V. je v listinah izpričan večkrat, prvič leta 1333 glede posesti v Mitteldorfu v dolini reke Möll. Leta 1336, ko je bil sklenjeno premirje med goriškimi grofi in oglejskim patriarhom v sporu za grad Braulins v Pušji vasi, je bil med talci za štiri mesece tudi Ulrik V. Rihemberški. Leta 1356 je sklenil nek dogovor z Beneško republiko, leta 1358 pa je beneškemu dožu zastavil svoj grad v Grožnjanu. Zadnjič se Ulrik V. omenja julija 1371, v drugi polovice tega leta pa je umrl. Njegovi moški potomci so umrli v svoji rani mladosti, razen hčerke Elizabete, ki se je poročila z Ulrikom Pottendorfskim.

## Izvor rodbine Rihemberških
Glede izvora rodbine rihemberških gospodov se pojavljata dve hipotezi. Po obeh naj bi imel rod prišel iz Južne Tirolske, razlikujeta pa se po katerem gradu je dobila ime. Zgodovinar Milko Kos meni, da rodbina Rihemberških nosi ime po gradu Riffenstein, danes Reiffenstein pri Vipitenu (nem.: Sterzing), seveozahodno od Bressanoneja (nem.: Brixen) v dolini reke Isarco. Bili so ministeriali briksenske škofije. Druga hipoteza o izvoru rihemberškhi pa zagovarjata avstrijska zgodovinarja Wolfgang Lazius v 16. stoletju in Carl von Czoernig. Poreklo izpeljujeta iz bavarskega rodu Greyfenberg, ki so na Južnem Tirolskem sezidali grad Greifen, danes Greifenstein pri Bolzanu (nem. Bozen). Plemiške družine so se izvorno imenovale po svojih gradovih in ne obratno. To govori v prid hipotezi o bavarskih gospodih Greifenberg.

## Družinsko drevo
Genealogija:
A: Oton, 1188

B: Folker I., 1230
C: Folker II., † pred 1250
C: Ulrik I. † 1277
D Folker VII., † 1297 ꚙ Neža Velthursenska
E: Neža, ꚙ Bertold Strassberški
E: Gertruda, ꚙ Rudolf Svibenjski
E: Dietmud, 1294,1296 ꚙ Majnclin Turjaški Hmeljniški
D Konrad, 1250, 1252 ꚙ Frančiška
E: Ulrik III.,  1289 ꚙ Matilda
D Ulrik II., 1276 ꚙ Palmeira 
E: Ulrik IV.,  † 1301 ꚙ Kunigunda Villaltska
F: Konrad,  1322
F: Dietalm,  1322, 1359 ꚙ Elizabeta Pietrapiloška
G: Dietalm ml. 1315
G: Konrad 1329
G: Hedvika 1337, 1338 ꚙ Konrad Felbenski
G: Hugon
G: Ulrik V. Rihemberški † 1371 ꚙ Kunigunda izumrtje Rihemberških gospodov
H: Nikolaj †pred 1370
H: Jurij †pred 1370
H: Elizabeta ꚙ Ulrik iz Pottendorfa
G: Palmeira ꚙ Henrik Graland ml.
F: Ulrik IV.,  1320
E: Frančika,  † 2176 ꚙ Vošalk II. Momjanski
D Gertruda, 1249 ꚙ Biakvin Devinski
C: Hugon, 1250

## Posestva in gradovi rodbine Rihemberških
Rihemberški gospodje se uvrščajo med največje posestnike med ministerialnimi rodovi v službi goriških grofov, poleg Devinskih in Pazinskih gospodov. Od goriških grofov so imeli v fevdu obsežno posest v Vipavski dolini, okolici Gorice, na Krasu, na Notranjskem, Bovškem in tudi v Istri, Furlaniji ter na Koroškem. Posesti na Krasu je bila goriška posest v vaseh Dutovlje, Tomaj, Godnje, Kreplje, Avber, Ponikve, Štanjel, Tomačevica, "Jurkawitz", Gabrovica in Komen. Imeli so tudi posestva pod Nanosom v Razdrtem in na Ubeljskem. Rihemberški so dobivali vinsko desetino v vaseh Kostanjevica na Krasu ("Kestenholcz"), Male Žablje, Velike Žablje ("Chrotenhulben"), Gaberje in Osek. 
Rihemberški gospodje so imeli velike posesti na Koroškem, kjer so bili do začetka 14. stoletja največji posestniki v Ziljski dolini. Posesti so bile razkropljene tudi v dolini reke Möll in dolini Drave. V njihovih rokah je bila velika posest od Weisspriacha do Wetzmanna ter del okrog Mute (nem.: Mauth) in v Nischlwitzu in Podlanigu v Lesni dolini (nem.: Lesach). Velik del koroških posesti je leta 1307 in 1309 je glavni rod moral predati zetu Henriku Gralandu, vendar je ta to posest leta 1342 spet prodal bratrancu Ulriku V. Rihemburškemu. 

### Posestva naGoriškem
- Grad Rihemberk (1188–1371),  sedež, goriški fevd
- Grad Dornberk (1281–1371), oglejski fevd
- posest Zalošče, (1281-1371) oglejski fevd

Njihove posesti so bile tudi v Istri, Furlaniji, in na Koroškem.

### Posestva na Krasu in vIstri
- posest v vaseh na Krasu: Dutovlje, Tomaj, Godnje,

Kreplje, Avber, Ponikve, Štanjel, Tomačevica, Gabrovica in Komen
- Grad Završje (1270–1371), goriški fevd
- Grad Grožnjan (1354–1371), oglejski fevd

### Posestva VFurlaniji
- grad Braulins pri Pušji vasi (1336–1399)

### Posestva naKoroškem
- Grad Bajdek (nemško: Burg Waidegg), goriški fevd, (1225-1371)
- Grad Malenstein-Priessenegg (pred 1264-1371)
- posest v Višprijah (nemško: Weisspriach) in Wetzmannu, (pred 1264-1371)
- posest okoli Mouthna, (1225-1371)
- posest v Lesni dolini (nem.: Lesach), (vasi Nischlwitz in Podlanig), (1225-1371)
- Grad Weidenburg (1225-1307) (1342-1371)
- Grad Wasserleonburg (1271-1309),  ½ (1342-1371)
- Grad Rauhenstein
- urad Šmohor, (pred 1280-1301)
- posest v Mitteldofu, 2 hube v Gratschachu in 1 hubo v Räuflachu (dolina Mölla) (do pred 1253-1371)